# Àguila imperial ibèrica
L'àguila imperial ibèrica (Aquila adalberti) és un ocell rapinyaire de la família dels accipítrids (Accipitridae). És endèmica de la península Ibèrica i actualment extinta als Països Catalans. El seu estat de conservació es considera vulnerable.

## Descripció
Té una llargària de 78-95 cm, un pes de aproximadament 2.500-3.500 g i una envergadura de 190-210 cm. És la gran àguila de la península Ibèrica després de l'àguila daurada. De color bru negrenc, ressalten unes grans taques blanques als muscles. Pili i nuca de color groc pàl·lid. Cua més curta i quadrada que en l'àguila daurada. Cera del bec i potes grogues.
Naixen coberts de plomissa blanca, que més tard esdevé a un plomatge marró rogenc, amb unes taques blanques molt visibles a les ales.

## Taxonomia
Espècie monotípica, no s'han descrit subespècies.
Fins no fa gaire es considerava coespecífica amb l'àguila imperial oriental i se la classificava com una subespècie d'aquesta (A. heliaca adalberti), però anàlisis d'ADN van permetre comprovar que ambdues àguiles estaven prou allunyades per ser considerades espècies diferents.

## Reproducció
La posta d'aquests ocells consisteix en 1 a 3 ous (normalment dos) de color blanquinós tacats de gris o porpra, que dipositen sobre el niu, que és una gran estructura construïda sobre la copa d'un gran arbre. La femella cova els ous 43 dies, en què el mascle pot, ocasionalment, col·laborar en la incubació. Al contrari que en altres àguiles, el germà més gran no mata el petit. Als dos mesos d'edat el plomatge dels joves està complet, i uns dies més tard abandonen el niu. Adquiriran el plomatge d'adults als 5 o 6 anys.

## Alimentació
Caça habitualment mamífers de petits a mitjans, ocupant el conill un lloc molt important en la seva dieta. També pot capturar aus com ànecs, còrvids i altres. Rèptils com fardatxos i inclús insectes i carronya.

## Hàbitat i distribució

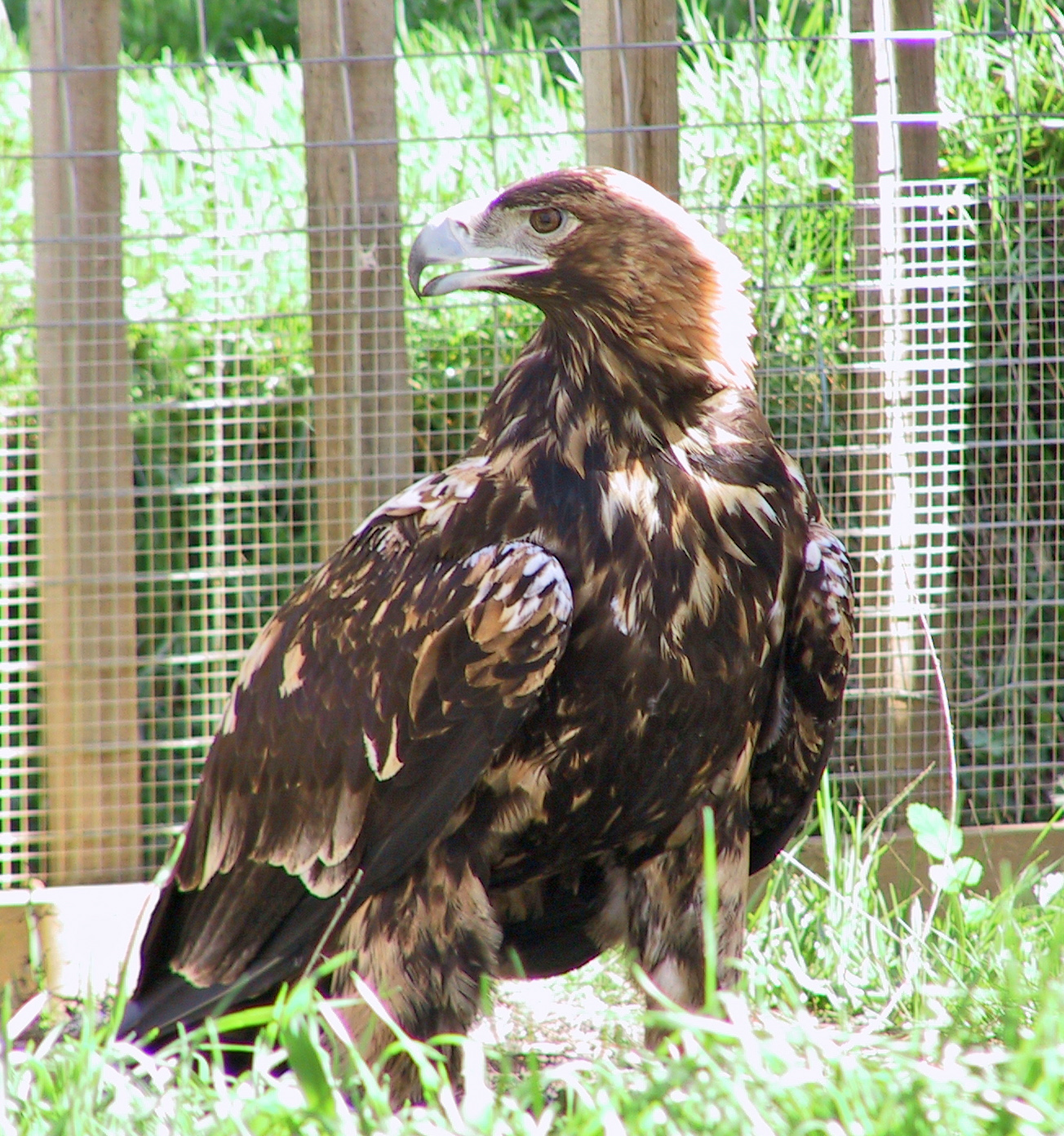
Àguila imperial ibèrica

Viu a una bona varietat d'hàbitats diferents, des de zones muntanya fins a planures litorals, malgrat que sembla que el seu hàbitat ideal serien zones més o menys de planura, amb arbres però no boscos espessos.
A finals del segle xix vivia a tota la península Ibèrica (excepte l'extrem nord i Catalunya) i Nord de Marroc, però a la llarga del segle xx va desaparèixer de Marroc, Portugal i el País Valencià. Actualment es distribueix per algunes zones del Centre i Sud de la península Ibèrica.
La seva presència als països catalans es considera molt rara al País Valencià i rara a Catalunya, amb esporàdics albiraments a la província de Lleida.

## Costums
Al contrari que l'àguila imperial oriental és una au sedentària. També és una au territorial.

## Conservació
Classificada com a vulnerable per la UICN, el nombre de parelles reproductores es va calcular en 194 en 2004.
Es considera que els grans riscos per a la seva supervivència, són, a més de l'actuació directa de l'home, com la caça i el verí, l'electrocució i accidents amb la xarxa elèctrica, la fragmentació de les poblacions, la disminució en les poblacions de la seva presa principal: el conill. També la destrucció del seu hàbitat, entre d'altres.